# Copter 271
Copter 271 est un shoot them up sorti en 1991 sur GX-4000. Le jeu a été développé et édité par Loriciel.